# Эмери, Карл
Карл Эмери (итал. Carlo Emery; 25.10.1848, Неаполь — 11.05.1925, Болонья) — итальянский энтомолог, профессор Болонского университета, крупный систематик, один из основателей современной мирмекологии. Описал более 1000 видов и подвидов муравьёв.

## Биография
Родился 25 октября 1848 года в Неаполе, Италия. Его родители были швейцарского происхождения (натурализованные итальянцы). Он изучал медицину и первой его специальностью в 1872 году стала офтальмология. Затем он полностью посвятил себя энтомологии. Полиглот, свободно говорил на итальянском, французском, английском, немецком и испанском языках, знал русский и некоторые другие. Прекрасно рисовал, иллюстрировал свои статьи рисунками животных. В 1878—1881 гг был профессором зоологии на Сардинии (University of Cagliari, Sardinia). С 1881 г был профессором зоологии Болонского университета. Позднее работал в Женеве. Сначала работал с жуками (Coleoptera), затем специализировался на перепончатокрылых насекомых (Hymenoptera), стал крупнейшим специалистом по муравьям. В период с 1869 по 1926 гг опубликовал описания 130 родов и 1057 видов муравьёв, в том числе, в монографической серии Wytsman’s «Genera Insectorum» (1910—1925). Автор более 300 публикаций, среди которых и учебник зоологии (переизданный в 1904), монографии о рыбах (1880), анатомии змей (1873) и биосвечении жуков-светлячков Lampyridae (1884), работ «Fauna Entomologica Italiana. Formicidae» (1926) и «Beiträge zur Monographie der palaearktischen Faunengebietes Formiciden» (1908—1912).
В 1909 году К. Эмери обнаружил Правило Эмери согласно которому социальные паразиты среди насекомых (например, клептопаразиты), в основном, паразитируют на особях близкого им вида или рода. Эмери открыл реликтового муравья Aneuretus simoni Emery, 1893 — уникального эндемика с острова Шри-Ланка и «лимонного муравья» Myrmelachista schumanni Emery, 1890 — создателя «садов дьявола» из Амазонии.
В 1906 году, в то время как он находился в Швейцарии, в результате нескольких апоплексических ударов у него парализовало правую сторону. Он научился тогда писать и рисовать левой рукой и все основные его труды вышли уже после этого.
Умер 11 мая 1925 года в Болонье.
В честь К. Эмери названо более 30 видов муравьёв, в том числе Cardiocondyla emeryi, Melissotarsus emeryi, Cephalotes emeryi, Dorylus emeryi, Leptogenys emeryi, Tapinoma emeryanum, Temnothorax emeryi, Tetramorium emeryi, Tetraponera emeryi, Emeryia и другие.

## Труды
Опубликовал более 300 печатных работ.
- Emery, Carlo. Compendio di zoologia (I ed. Bologna: Zanichelli, 1899; II ed. riveduta e accresciuta Bologna: N. Zanichelli, 1904; III ed. 3. ed. riveduta e accresciuta, Bologna: N. Zanichelli, 1911; IV ed. curata ed accresciuta Alessandro Ghigi, Bologna, Cappelli, 1920).
- Emery, C. Studii anatomici sulla Vipera Redii. Milano, G. Bernardoni, 1873.
- Emery, C. La cornea dei pesci ossei, contribuzione alla morfologia dell’occhio dei vertebrati. Palermo, Stab. Tip. Lao, 1878.
- Emery, C. (1911). «Hymenoptera. Fam. Formicidae. Subfam. Ponerinae.» Genera Insectorum 118: 1-125. Bruxelles, V. Verteneuil e L. Desmet,
- Emery, C. (1921). «Hymenoptera. Fam. Formicidae. Subfam. Myrmicinae. [part.1].» Genera Insectorum 174A: 1-94 + 7 plates.
- Emery, C. (1922). «Hymenoptera. Fam. Formicidae. Subfam. Myrmicinae. [part.2].» Genera Insectorum 174B: 95-206.
- Emery, C. (1924 («1922»)). «Hymenoptera. Fam. Formicidae. Subfam. Myrmicinae. [concl.3].» Genera Insectorum 174C: 207—397.
- Emery, C. (1925). «Hymenoptera. Fam. Formicidae. Subfam. Formicinae.» Genera Insectorum 183: 1-302.